# Karel Alois z Fürstenbergu
Karel Josef Alois z Fürstenbergu (německy Karl Joseph Aloys Fürst zu Fürstenberg; 26. června 1760 Praha – 25. března 1799 Stockach) byl česko-rakouský šlechtic z knížecího rodu Fürstenbergů. Dosáhl hodnosti podmaršálka v císařské armádě Svaté říše římské. Zemřel v bitvě u Stockachu.

## Život
Narodil se v Praze jako syn Karla Egona I. z Fürstenbergu a bojuje za Habsburky. Byl vyznamenán řádem sv. Huberta (Bavorsko).
Zúčastnil se války o bavorské dědictví, rakousko-turecké války, kde se zúčastnil obléhání Bělehradu z roku 1789.
Během války první koalice se zúčastnil bitvy u Neresheimu (srpen 1796), u Emmendingenu a Schliengenu (říjen 1796 ) a řídil obléhání Huningue (listopad 1796 – únor 1797).
Během války druhé koalice bojoval v bitvě u Ostrachu (21. března 1799) a v bitvě u Stockachu (25. března), kde byl zabit francouzským granátem.

## Manželství a rodina
Dne 4. listopadu 1790 se v Praze oženil s princeznou Alžbětou Alexandrinou z Thurn-Taxisu (30. listopadu 1767 – 21. července 1822). Manželé měli 5 dětí:
- 1. Marie Leopoldina (4. září 1791, Praha – 10. ledna 1844 Kupferzell)
  - ∞ (20. 5. 1813 Heiligenberg) Karel Albrecht z Hohenlohe-Waldenburg-Schillingsfürstu (29. února 1776 – 15. 6. 1843)
- 2. Marie Josefa (* / † 9. září 1792)
- 3. Antonie (28. října 1794 – 1. října 1799)
- 4. Karel Egon II. (28. října 1796, Praha – 22. října 1854, Bad Ischl) (tchán Alexandra Ferdinanda, 3. prince z Thurn-Taxisu)
  - ∞ (19. 4. 1818 Karlsruhe) Amálie Kristýna Bádenská (26. ledna 1795, Karlsruhe – 14. září 1869, Karlsruhe)
- 5. Marie Anna (17. září 1798 – 18. července 1799)